# Єфаєво
Єфа́єво (рос. Ефаево, ерз. Ефаево) — село у складі Краснослободського району Мордовії, Росія. Адміністративний центр Єфаєвського сільського поселення.
Населення — 747 осіб (2010; 856 у 2002).
Національний склад (станом на 2002 рік):
- росіяни — 99 %